# Histrioniczne zaburzenie osobowości
Histrioniczne zaburzenie osobowości (osobowość histrioniczna, zaburzenie osobowości histrionicznej, łac. histrio „aktor”) – zaburzenie osobowości, w którym występuje wzorzec zachowań zdominowany przesadnym wyrazem emocjonalnym, teatralnością zachowań, staraniami o zwrócenie na siebie uwagi i prowokacyjną seksualnością.
Propozycje etiologii histrionicznych zaburzeń osobowości pozostają bardzo zróżnicowane. Psychoterapeuci zorientowani psychodynamicznie jako podstawowy mechanizm wskazują głównie wykorzystanie naturalnej, wrodzonej, dziecięcej seksualności. Wykorzystanie pozostaje rozumiane w kategoriach kontinuum, począwszy od „uwiedzenia” dziecka („córeczka tatusia”, „synek mamusi”) do skrajnego przypadku, jakim jest wykorzystanie seksualne (rodzina kazirodcza). Istotne znaczenie mają nastawienia rywalizacyjne i moralizatorskie jednego z rodziców, przeciwstawne do postawy uwodzącej drugiego. Bywa, że ten sam rodzic prezentuje sprzeczne czy ambiwalentne postawy wobec naturalnej seksualności i rywalizacji dziecka. Część analityków podkreśla znaczenie relacji z rodzicami, opisując odrzucającą, krytyczną matkę i niedojrzałego, uwodzącego w kontakcie ojca. Inni wskazują na poczucie winy córki wobec matki, generujące trudności w relacjach z mężczyznami (pacjentka wyrzeka się tego, czego nie dostała od męża matka). Nieprawidłowe postawy rodzicielskie generują konflikt w obszarze seksualności dziecka, prowadząc w przyszłości do nadmiernej seksualizacji relacji, z jednoczesnymi mechanizmami obronnymi tłumienia i zaprzeczania temu (osoba jest nieświadoma tego, że w kontaktach z płcią przeciwną pozostaje uwodzicielska). Obraz kliniczny zaburzeń pozostaje zależny od głębokości psychopatologii charakteru. Klinicyści zorientowani psychoanalitycznie i psychodynamicznie wyróżniają dwa typy opisywanego zaburzenia osobowości
- Osobowość histeryczna, zaliczana do płytszych psychopatologii osobowości (subtelniejsza, dyskretnie uwodzicielska, dość dobre funkcjonowanie społeczne, dobra kontrola impulsów, zdolna do nawiązywania relacji).
- Osobowość histrioniczna, zaliczana do głębszych psychopatologii osobowości (chwiejna, impulsywna, nachalnie uwodzicielska, roszczeniowa, przerysowana, wroga, ujawniająca poważne trudności w budowaniu relacji interpersonalnych).

Klasyfikacja ICD-10 nie różnicuje dwóch powyższych typów zaburzeń osobowości, traktując je jako jedno zaburzenie o różnym nasileniu i zakresie.

## Kryteria diagnostyczne (objawy)

### Kryteria diagnostyczneICD-10
Światowa Organizacja Zdrowia umieszcza zaburzenia osobowości w grupie F60.4 klasyfikacji ICD-10.
Do rozpoznania zaburzenia muszą być spełnione co najmniej trzy poniższe kryteria:
- teatralność
- sugestywność
- płytka uczuciowość
- poszukiwanie docenienia (bycie w centrum)
- niestosowna uwodzicielskość
- koncentracja na atrakcyjności fizycznej

### Kryteria diagnostyczneDSM-IV[8]
- brak poczucia komfortu w sytuacjach, w których nie jest się w centrum uwagi
- interakcje z innymi charakteryzujące się często niestosownym kuszeniem erotycznym (inappropriate sexually seductive) lub zachowaniami prowokacyjnymi
- przejawianie szybko się zmieniających i płytkich emocji
- konsekwentne wykorzystywanie wyglądu fizycznego do zwracania na siebie uwagi innych
- styl wypowiedzi nadmiernie impresjonistyczny i pozbawiony szczegółów
- samokreowanie się (self-dramatization), teatralność, wyolbrzymianie ekspresji emocji
- podatność na sugestie, czyli łatwe uleganie wpływom innych lub okoliczności
- uważanie związków za bardziej intymne niż są one w rzeczywistości

## Leczenie
Leczenie polega przede wszystkim na psychoterapii, natomiast leczenie farmakologiczne jest wskazane w przypadku występowania objawów depresji lub objawów zaburzeń lękowych.

## Przykłady w kulturze
Kobiety z histrionicznymi zaburzeniami osobowości często są bohaterkami filmów i książek. Jedną ze słynniejszych bohaterek filmowych, cierpiących na te zaburzenia, jest Scarlett O'Hara z filmu Przeminęło z wiatrem; podobne objawy można stwierdzić również u Blanche DuBois z filmu Tramwaj zwany pożądaniem i Carolyn Burnham z filmu American Beauty.